# Кучеров, Яков Владимирович
Я́ков Влади́мирович Ку́черов (1834—1909) — член Государственного совета Российской империи, помещик, предприниматель.
Родился в родовом имении в селе Гудимовка Лебединского уезда Харьковской губернии в русской православной дворянской помещичьей семье.  Окончил Петровский Полтавский кадетский корпус. В 1853 году был зачислен в Белозерский пехотный полк. В 1854 году был  переведён в Лейб-гвардии егерский полк. В 1859 году окончил Николаевскую академию Генерального штаба, после чего в этом же году был причислен к Генеральному штабу. В 1861 вышел в отставку в звании капитана. Поселился в своем имении, где вёл образцовое хозяйство. Кучеров землевладелец в Харьковской губернии, его родовое имение Гудимовка имело 280 десятин, к 1906 году им было приобретено ещё 1968 десятин; был владелецем винокуренного завода. Холост. Яков Владимирович Кучеров был участником местных и Харьковской всероссийских выставок. Со времени освобождения крестьян, с 1861 по 1881 год был мировым посредником первого призыва в Лебединском уезда. С 1863 года Кучеров был уездным исправником. После введения уставных грамот, он с 1873 года, в течение 6 трёхлетих сроков, был мировым судьёй Лебединского округа. С 1870 года Яков Владимирович — непременный член съезда мировых судей Лебединского округа. С 1867 года был директором Лебединского попечительного о тюрьмах отделения. С 1877 года он, в течение 6 трёхлетих сроков, был членом уездного училищного совета. В 1895-1907 годы был председателем Лебединской уездной земской управы. С 1885 года, в течение 3 трёхлетий, был почётным мировым судьёй. С 1891 года Кучеров — уездный предводитель дворянства. Был уполномоченным Харьковского дворянства на съездах Объединенного дворянства. 18 марта 1906 года был избран членом Государственного совета Российской империи от Харьковского губернского земского собрания. Входил в группу Правого центра. 4 июня 1909 года Кучеров был переизбран в Государственный совет. В 1909 году был членом особой комиссии по законопроекту «Об отмене ограничений политических и гражданских, связанных с лишением или добровольным снятием сана». Умер в Санкт-Петербурге, похоронен в селе Гудимовка.